# Selección de fútbol de Madrid

La selección de fútbol de Madrid, correctamente selección de fútbol de la Comunidad de Madrid, es una selección de fútbol que representa a la Comunidad de Madrid (España) bajo la organización de la Federación de Fútbol de Madrid, siendo integrada por jugadores de dicha comunidad. La Federación madrileña no es miembro ni de la FIFA ni de la UEFA, por lo que la selección no está reconocida y no puede disputar partidos ni competiciones oficiales.
En sus orígenes los integrantes de la misma podían ser de otras regiones o países siempre y cuando militasen en algún equipo integrante de la Federación Regional Centro, entidad reguladora del combinado.
Entre sus mayores logros destaca un subcampeonato en la Copa de las Regiones de la UEFA de 1999, mientras que ha sido numerosas veces campeona de España de selecciones autonómicas en sus categorías inferiores. Asimismo, en sus orígenes se proclamó vencedora en dos ocasiones de la Copa del Príncipe de Asturias, si bien es cierto que fue bajo la denominación de selección del centro —integrando también a futbolistas de la antigua región de Castilla—, la única competición interregional de selecciones celebrada a nivel nacional.

## Historia

### Antecedentes

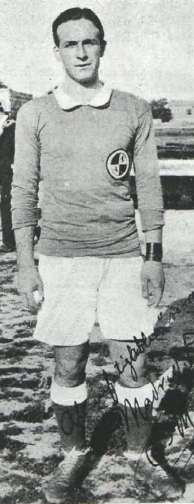
Alberto Machimbarrena con la selección en 1915.

La selección madrileña de fútbol tiene sus orígenes en el año 1915 fecha en la que Madrid pertenecía a la Federación Regional del Centro —predecesora de la actual Federación de Fútbol de Madrid— y formó parte del combinado creado bajo el nombre de Selección de fútbol del Centro o Selección de fútbol de Castilla —predominando su denominación popular de selección castellana— que participó en la primera edición de la Copa Príncipe de Asturias. El combinado, pese a agrupar distintas regiones de Castilla además Madrid, formó exclusivamente con jugadores de los equipos madrileños.
En aquel primer equipo formaron: Beriguistain del Athlétic de Madrid, Antonio Pelous, Ricardo Álvarez, Feliciano Rey y Ezequiel Montero del Racing de Madrid), Garrueana, Sócrates y Quintana de la Real Sociedad Gimnástica Española), y Alberto Machimbarrena, René Petit, Eulogio Aranguren, Sotero Aranguren y Santiago Bernabéu del Madrid Foot-ball Club).
Para conformar el que fue la primera formación se disputaron una serie de partidos de entrenamiento previos como los jugados los días 2 de febrero y 7 de marzo entre una preselección de jugadores integrantes de la Federación Regional del Centro. El equipo blanco estuvo formado por Juan de Cárcer, Antonio Pelous, Erice, José María Irureta, José María Castell, Martín Juantorena, Eulogio Aranguren, Ricardo Uribarri, Feliciano Rey, Ricardo Álvarez y Sotero Aranguren, mientras que el equipo azul estuvo integrado por Darío Somoza, Carruana, J. Álvarez, Quintana, Alberto Machimbarrena, Ezequiel Montero, Rodríguez de Eguinoa, Santiago Bernabéu, René Petit, Juan Petit y Costa.
La proyección del combinado fue creciendo llegando a disputar partidos frente a otros equipos regionales internacionales como los que le enfrentaron al combinado lisboeta como preparación para su primer torneo oficial.
El primer partido del combinado en dicha competición fue el 12 de mayo frente a la selección catalana en la citada Copa Príncipe de Asturias, finalizando con derrota por 1-2. A él le siguió un empate frente a la Selección del Norte —predecesora de la actual selección autonómica del País Vasco— por 1-1 siendo estos últimos los vencedores del campeonato de selecciones regionales. El primer goleador de la historia de la selección fue el madridista René Petit, mientras que el otro goleador castellano fue su compañero de club Santiago Bernabéu.
Bajo tales efectos continuó disputando encuentros llegando a conquistar la competición nacional en dos ocasiones tras vencer en el desempate de la edición de 1916-17 a la selección catalana por 2-0, y en la edición de 1917-18 a la selección cantábrica —origen de las actuales selecciones de Asturias y de Cantabria y formada en aquel entonces por conjuntos de la Federación Cantábrica de Fútbol— a doble partido por un 6-3 global; segundo título que significó que se adjudicase la Copa en propiedad al ser el primer conjunto en conquistarla en dos años consecutivos.
Fue ya a mediados de los años veinte cuando tras unas reestructuraciones en las federaciones regionales debido al creciente aumento de clubes de fútbol castellanos, Madrid empezó a tener también su propio combinado. Entre los partidos disputados en la época resaltaron algunos como los disputados frente a la selección española.

### Centenario
Finalmente, el 7 de junio de 2013, con motivo del centenario de la Federación Madrileña de Fútbol —bajo sus antecedentes de Federación Centro y Federación Castellana—, se organizó un encuentro amistoso conmemorativo contra la selección autonómica de Andalucía. El partido tuvo lugar en el Estadio de Vallecas de Madrid, ante aproximadamente 9 000 espectadores y que finalizó con victoria visitante por 1-2 —siendo curiosamente el rival el mismo que en el partido homenaje por el quincuagésimo aniversario—.
Para el citado partido del centenario se pensó en invitar a la selección catalana, pero finalmente se declinó la opción para evitar polémicas políticas y/o ideológicas.
En el mismo año, tres de sus selecciones se proclamaron campeonas de España en sus respectivas categorías como colofón al año del centenario de la fundación de la federación, en el que sin embargo su selección absoluta o senior no pudo clasificarse para disputar la Copa Regiones de la UEFA tras caer eliminado en la primera fase de la fase de clasificación española.

## Uniforme
| Inicial | (Ver evolución) | Actual |

## Jugadores
La Comunidad de Madrid ha contado con algunos de los mejores jugadores internacionales. Entre ellos destacaron algunos como Sotero y Eulogio Aranguren, René Petit, Alberto Machimbarrena o Santiago Bernabéu entre los más históricos y primeros integrantes, hasta los más actuales del siglo XX como Raúl González, Fernando Torres, Iker Casillas, José María Movilla o José María Gutiérrez Guti.

### Última convocatoria profesional
Jugadores convocados para el partido del centenario frente a la selección andaluza el día 7 de junio de 2013.

### Última convocatoriaamateur
Jugadores convocados para los partidos clasificatorios de la Copa de las Regiones de la UEFA frente a la selección melillense y la selección andaluza de los días 6 y 8 de diciembre de 2013.
| Jugadores |              |      | Equipo técnico |         |                                  |      |
| \| N.º \| Nac. \| Pos. \| Nombre \| Edad \| Últ. equipo \| Nota \| \| --------------- \| ------------ \| ---- \| ---------------------- \| ------- \| -------------------------------- \| ---- \| \| Porteros \| \| \| \| \| \| \| \| 1 \| España ! \| POR \| Alberto Fernández \| 43 años \| Club Atlético de Pinto \| \| \| 13 \| España ! \| POR \| Mario García \| 35 años \| A. D. Colmenar Viejo \| \| \| \| España ! \| POR \| Kike Jiménez \| 37 años \| C. F. Trival Valderas Alcorcón \| \| \| Defensas \| \| \| \| \| \| \| \| 2 \| España ! \| DEF \| Raúl Díez \| 37 años \| C. F. Trival Valderas Alcorcón \| \| \| 3 \| España ! \| DEF \| Miguel Ángel \| 37 años \| A. D. Colmenar Viejo \| \| \| 5 \| España ! \| DEF \| Josema Gómez \| 33 años \| A. D. Torrejón C. F. \| \| \| 12 \| España ! \| DEF \| Sergio Sardi \| 37 años \| C. F. Internacional de Madrid \| \| \| 16 \| España ! \| DEF \| Alain Aliaga \| 35 años \| C. D. San Fernando de Henares \| \| \| 17 \| España ! \| DEF \| Ángel Propín \| 35 años \| C. F. Trival Valderas Alcorcón \| \| \| 18 \| España ! \| DEF \| Saúl González \| 34 años \| U. D. San Sebastián de los Reyes \| \| \| Centrocampistas \| \| \| \| \| \| \| \| 4 \| España ! \| MED \| Sergio Oliva \| 40 años \| C. F. Rayo Majadahonda \| \| \| 6 \| España ! \| MED \| Juli Bautista \| 43 años \| C. F. Internacional de Madrid \| \| \| 7 \| España ! \| MED \| Juan Antonio Santurino \| 42 años \| C. F. Internacional de Madrid \| \| \| 10 \| España ! \| MED \| Ismael Jiménez \| 42 años \| U. D. San Sebastián de los Reyes \| \| \| \| España ! \| MED \| Héctor Gómez \| 39 años \| U. D. San Sebastián de los Reyes \| \| \| \| España ! \| MED \| Antonio López \| 45 años \| C. F. Fuenlabrada \| \| \| \| España ! \| MED \| Gianni de Lorenzo \| 36 años \| A. D. Unión Adarve \| \| \| \| España ! \| MED \| Vitin Hernández \| 35 años \| R. C. D. Carabanchel \| \| \| Delanteros \| \| \| \| \| \| \| \| 8 \| España ! \| DEL \| Julio Cidoncha \| 36 años \| C. F. Rayo Majadahonda \| \| \| 9 \| España ! \| DEL \| Agus Lozano \| 38 años \| A. D. Unión Adarve \| \| \| 11 \| España ! \| DEL \| Christian González \| 34 años \| C. D. San Fernando de Henares \| \| \| 14 \| España ! \| DEL \| Diego Rodríguez \| 34 años \| R. C. D. Carabanchel \| \| \| 15 \| País Vasco ! \| DEL \| Pedro Astray \| 33 años \| C. U. Collado Villalba \| \| |              |      | Entrenador(es) Lorenzo Benito Entrenador(es) adjunto(s) Goyo Guerrero · José Ángel García Delegado Antonio Rueda Fisioterapeuta(s) Miguel López · Leyenda - Pos. : Posición - Nac. : Nacionalidad deportiva - Capitán - Lesionado - POR / ARQ : Guardameta - DEF : Defensa - MED / VOL : Centrocampista - DEL : Delantero Actualizado el 3 de enero de 2014 · |         |                                  |      |
| N.º | Nac.         | Pos. | Nombre | Edad    | Últ. equipo                      | Nota |
| Porteros |              |      | |         |                                  |      |
| 1 | España !     | POR  | Alberto Fernández | 43 años | Club Atlético de Pinto           |      |
| 13 | España !     | POR  | Mario García | 35 años | A. D. Colmenar Viejo             |      |
| | España !     | POR  | Kike Jiménez | 37 años | C. F. Trival Valderas Alcorcón   |      |
| Defensas |              |      | |         |                                  |      |
| 2 | España !     | DEF  | Raúl Díez | 37 años | C. F. Trival Valderas Alcorcón   |      |
| 3 | España !     | DEF  | Miguel Ángel | 37 años | A. D. Colmenar Viejo             |      |
| 5 | España !     | DEF  | Josema Gómez | 33 años | A. D. Torrejón C. F.             |      |
| 12 | España !     | DEF  | Sergio Sardi | 37 años | C. F. Internacional de Madrid    |      |
| 16 | España !     | DEF  | Alain Aliaga | 35 años | C. D. San Fernando de Henares    |      |
| 17 | España !     | DEF  | Ángel Propín | 35 años | C. F. Trival Valderas Alcorcón   |      |
| 18 | España !     | DEF  | Saúl González | 34 años | U. D. San Sebastián de los Reyes |      |
| Centrocampistas |              |      | |         |                                  |      |
| 4 | España !     | MED  | Sergio Oliva | 40 años | C. F. Rayo Majadahonda           |      |
| 6 | España !     | MED  | Juli Bautista | 43 años | C. F. Internacional de Madrid    |      |
| 7 | España !     | MED  | Juan Antonio Santurino | 42 años | C. F. Internacional de Madrid    |      |
| 10 | España !     | MED  | Ismael Jiménez | 42 años | U. D. San Sebastián de los Reyes |      |
| | España !     | MED  | Héctor Gómez | 39 años | U. D. San Sebastián de los Reyes |      |
| | España !     | MED  | Antonio López | 45 años | C. F. Fuenlabrada                |      |
| | España !     | MED  | Gianni de Lorenzo | 36 años | A. D. Unión Adarve               |      |
| | España !     | MED  | Vitin Hernández | 35 años | R. C. D. Carabanchel             |      |
| Delanteros |              |      | |         |                                  |      |
| 8 | España !     | DEL  | Julio Cidoncha | 36 años | C. F. Rayo Majadahonda           |      |
| 9 | España !     | DEL  | Agus Lozano | 38 años | A. D. Unión Adarve               |      |
| 11 | España !     | DEL  | Christian González | 34 años | C. D. San Fernando de Henares    |      |
| 14 | España !     | DEL  | Diego Rodríguez | 34 años | R. C. D. Carabanchel             |      |
| 15 | País Vasco ! | DEL  | Pedro Astray | 33 años | C. U. Collado Villalba           |      |

| N.º             | Nac.         | Pos. | Nombre                 | Edad    | Últ. equipo                      | Nota |
| --------------- | ------------ | ---- | ---------------------- | ------- | -------------------------------- | ---- |
| Porteros        |              |      |                        |         |                                  |      |
| 1               | España !     | POR  | Alberto Fernández      | 43 años | Club Atlético de Pinto           |      |
| 13              | España !     | POR  | Mario García           | 35 años | A. D. Colmenar Viejo             |      |
|                 | España !     | POR  | Kike Jiménez           | 37 años | C. F. Trival Valderas Alcorcón   |      |
| Defensas        |              |      |                        |         |                                  |      |
| 2               | España !     | DEF  | Raúl Díez              | 37 años | C. F. Trival Valderas Alcorcón   |      |
| 3               | España !     | DEF  | Miguel Ángel           | 37 años | A. D. Colmenar Viejo             |      |
| 5               | España !     | DEF  | Josema Gómez           | 33 años | A. D. Torrejón C. F.             |      |
| 12              | España !     | DEF  | Sergio Sardi           | 37 años | C. F. Internacional de Madrid    |      |
| 16              | España !     | DEF  | Alain Aliaga           | 35 años | C. D. San Fernando de Henares    |      |
| 17              | España !     | DEF  | Ángel Propín           | 35 años | C. F. Trival Valderas Alcorcón   |      |
| 18              | España !     | DEF  | Saúl González          | 34 años | U. D. San Sebastián de los Reyes |      |
| Centrocampistas |              |      |                        |         |                                  |      |
| 4               | España !     | MED  | Sergio Oliva           | 40 años | C. F. Rayo Majadahonda           |      |
| 6               | España !     | MED  | Juli Bautista          | 43 años | C. F. Internacional de Madrid    |      |
| 7               | España !     | MED  | Juan Antonio Santurino | 42 años | C. F. Internacional de Madrid    |      |
| 10              | España !     | MED  | Ismael Jiménez         | 42 años | U. D. San Sebastián de los Reyes |      |
|                 | España !     | MED  | Héctor Gómez           | 39 años | U. D. San Sebastián de los Reyes |      |
|                 | España !     | MED  | Antonio López          | 45 años | C. F. Fuenlabrada                |      |
|                 | España !     | MED  | Gianni de Lorenzo      | 36 años | A. D. Unión Adarve               |      |
|                 | España !     | MED  | Vitin Hernández        | 35 años | R. C. D. Carabanchel             |      |
| Delanteros      |              |      |                        |         |                                  |      |
| 8               | España !     | DEL  | Julio Cidoncha         | 36 años | C. F. Rayo Majadahonda           |      |
| 9               | España !     | DEL  | Agus Lozano            | 38 años | A. D. Unión Adarve               |      |
| 11              | España !     | DEL  | Christian González     | 34 años | C. D. San Fernando de Henares    |      |
| 14              | España !     | DEL  | Diego Rodríguez        | 34 años | R. C. D. Carabanchel             |      |
| 15              | País Vasco ! | DEL  | Pedro Astray           | 33 años | C. U. Collado Villalba           |      |

## Resultados

### Primeros encuentros
| Fecha     | Ciudad | Competición                 | Racha | Local  |                                   | Resultado |                        | Visitante |
| --------- | ------ | --------------------------- | ----- | ------ | --------------------------------- | --------- | ---------------------- | --------- |
| 10-5-1915 | Madrid | I Copa Príncipe de Asturias | No    | Centro | Bandera de la Comunidad de Madrid | 1:2       | Bandera de Cataluña    | Cataluña  |
| 14-5-1915 | Madrid | I Copa Príncipe de Asturias |       | Centro | Bandera de la Comunidad de Madrid | 1:1       | Bandera del País Vasco | Norte     |

### Últimos encuentros
| Fecha     | Ciudad | Competición                | Racha | Local  |                                   | Resultado |                      | Visitante |
| --------- | ------ | -------------------------- | ----- | ------ | --------------------------------- | --------- | -------------------- | --------- |
| 7-6-2013  | Madrid | Partido conmemorativo      | No    | Madrid | Bandera de la Comunidad de Madrid | 1:2       | Bandera de Andalucía | Andalucía |
| 7-11-2013 | Madrid | Amistoso                   | Sí    | Madrid | Bandera de la Comunidad de Madrid | 4:0       | Bandera de Andorra   | Andorra   |
| 6-12-2013 | Madrid | Clasif. Copa Regiones 2014 | No    | Madrid | Bandera de la Comunidad de Madrid | 2:3       | Bandera de Melilla   | Melilla   |
| 8-12-2013 | Madrid | Clasif. Copa Regiones 2014 | Sí    | Madrid | Bandera de la Comunidad de Madrid | 1:1       | Bandera de Andalucía | Andalucía |

Nota *: Partido disputado como selección amateur.

## Celebraciones

### Centenario (1913-2013)
Con motivo del centenario de la Federación de Fútbol de Madrid, nacida en 1913 bajo el nombre de Federación Regional Centro, se llevaron a cabo una serie de actos conmemorativos entre los que destacó la disputa de un partido frente a la selección autonómica de Andalucía, mismo rival que en el cincuentenario.
Al acto oficial acudieron diversos representantes del fútbol español como el delegado y e presidente de las actuales Federación de Castilla y León de Fútbol y Federación de Fútbol de Castilla-La Mancha respectivamente, vinculadas en su nacimiento al ser también integrantes de la histórica federación que a fecha de 2013 contaba con más de 80 000 licencias federativas. Asimismo acudieron el anterior presidente de la federación galardonada Adolfo Gil de la Serna o el actual presidente de la Real Federación Española de Fútbol (RFEF), Ángel María Villar, quien fue nombrado presidente honorífico de la federación madrileña y que manifestó:

“[...] El fútbol en España son miles y miles de clubes que son modestos, que los lleva un presidente o un directivo con cuentas que hace en un simple papel. Ese fútbol está muy bien representado por la federación de Madrid”.
Ángel María Villar. 4 de abril de 2013. Madrid

Otro de los actos reseñables fue el comunicado por parte de Ignacio González, presidente de la Comunidad de Madrid, de la distinción a la federación de la Gran Cruz de la Orden del Dos de Mayo en los actos llevados a cabo durante la posterior festividad de la comunidad en el mes de mayo, como así sucedió.
Posteriormente, el centenario tuvo su continuidad en la XXV Gala del Fútbol de Madrid donde fueron galardonados el vicepresidente Juan Padrón o el ex-seleccionador nacional Luis Aragonés entre otros, mientras que el ya citado presidente de la RFEF fue condecorado con la Medalla al Mérito Deportivo de la Federación de Fútbol de Madrid, distinguido de nuevo por el colectivo madrileño:

“Le agradezco al fútbol de Madrid que me haya nombrado Presidente de Honor del Centenario y que hoy me vaya a distinguir. A Madrid la llevo en el corazón porque desde que llegué lo que he recibido es afecto, cariño, simpatía y cercanía. Me encuentro muy a gusto en esta ciudad por su historia, por su saber hacer las cosas. Siempre tendré en mi mente a este pueblo madrileño que a mí y a mi familia le ha dado cariño y afecto. Quiero felicitar al fútbol de Madrid por la aportación que ha tenido para el fútbol español”.
Ángel María Villar. 7 de noviembre de 2013. Madrid

## Categorías inferiores

### Selección sub-18
La selección sub-18 madrileña es la primera de las selecciones inferiores que representan a la Comunidad de Madrid.
Disputa el Campeonato de España de selecciones autonómicas, torneo del que es el vigente campeón tras imponerse por 2-0 a la selección balear, sumando así su X título.

### Selección sub-16
Al igual que su categoría superior, la selección sub-16 madrileña disputa el Campeonato de España de selecciones autonómicas, como segunda de las selecciones inferiores que representan a la Comunidad de Madrid. En su última participación finalizó en el decimocuarto puesto de los diecinueve participantes.

## Otras categorías

### Selecciónamateur
La selección amateur o de aficionados —denominada así por estar formada por jugadores no profesionales pese a ser la misma que la profesional o senior— es la encargada de defender a la Comunidad de Madrid en la Copa de las Regiones de la UEFA —competición sucesora de la extinta Copa de la UEFA Amateur que disputaba la Selección de fútbol amateur de España—. Bajo el nuevo formato disputado por regiones, su mejor resultado histórico es el del subcampeonato logrado en la primera edición del torneo de 1999 tras perder en la final frente a la selección de Véneto italiana por 3-2.
El acceso a disputar la Copa Regiones es dirimido en la Fase española de la Copa de las Regiones de la UEFA, donde se ha proclamado vencedora en dos ocasiones. La primera de ellas en 1998 fue designado como tal por la Real Federación Española de Fútbol (RFEF), mientras que la segunda en 2000 fue tras vencer en la final a la selección andaluza por 3-1 y que le permitió finalizar tercera en el campeonato europeo. Dichos dos títulos le otorgaron el derecho a participar en Copa de las Regiones, siendo hasta la fecha sus dos únicas presencias en el torneo europeo.
En su última participación en la edición 2013-14, la selección madrileña se quedó a un paso de disputar la final española para acceder al certamen europeo. Un empate a un gol en el último partido de su grupo C frente a la selección andaluza le privó de acceder en detrimento de estos. Pese a finalizar como última de grupo tras perder en el primer partido frente a la selección melillense, un tanto más en el partido siguiente le hubiese llevado a la final nacional. El resultado dejó a los madrileños sin disputar la copa europea.

### Selección femenina

#### Sub-16
En la categoría sub-16, las féminas madrileñas son en la fecha las vigentes campeonas del Campeonato de España de selecciones autonómicas. En la final se impusieron a la selección andaluza por 1-0 merced a un tanto de Maca Portales, jugadora del Atlético de Madrid Femenino.

#### Sub-12
En el año del centenario de la Federación, la selección sub-12 se proclamó campeona del Campeonato de España de selecciones autonómicas.

## Palmarés resumido

### Títulos
- 2 Copa Príncipe de Asturias: 1918, 1919.
  - 2 Subcampeonatos: 1916, 1924.

- Copa Regiones UEFA: 
  - 1 Subcampeonato: 1999.[36]

### Distinciones
- 1 Juego Limpio de la Copa Regiones UEFA: 2001.[32]